# 児童福祉司
児童福祉司（じどうふくしし）は、児童相談所に置かなければならない職員で、児童相談所長が定める担当区域により、児童の保護その他児童の福祉に関する事項について相談に応じ、専門的技術に基づいて必要な指導を行うケースワーカーの一種である。

## 担当区域の範囲
児童福祉司の担当区域は、児童福祉法による保護を要する児童の数、交通事情等を考慮し、人口概ね10万人から13万人までを標準として定めることとしている。

## 資格
児童福祉司の資格は、原則社会福祉主事に任用されることによって有効な資格を持つものと同等以上の能力を有すると認められる者とされている。
参考
- 児童福祉法

第13条2項　都道府県は、児童相談所に、事務吏員又は技術吏員であつて次の各号のいずれかに該当するものの中から任用した児童の福祉に関する事務をつかさどるもの（以下「児童福祉司」という。）を置かなければならない。
1．厚生労働大臣の指定する児童福祉司若しくは児童福祉施設の職員を養成する学校その他の施設を卒業し、又は厚生労働大臣の指定する講習会の課程を修了した者
2．学校教育法（昭和22年法律第26号）に基づく大学又は旧大学令（大正7年勅令第388号）に基づく大学において、心理・教育・社会学に関する学部・学科を卒業した者であって、厚生労働省令で定める施設において1年以上児童その他の者の福祉に関する相談に応じ、助言、指導その他の援助を行う業務に従事した者
※「大学・短大で、心理学概論、教育学概論、社会学概論の3科目の単位を修得した」というだけでは該当しない。
3．医師
3の2．社会福祉士、精神保健福祉士
4．社会福祉主事として、2年以上児童福祉に関する相談に応じ、助言、指導その他の援助を行う業務に従事した者
5．前各号に掲げる者と同等以上の能力を有すると認められる者であつて、厚生労働省令で定めるもの

## 児童福祉司を扱った作品
漫画
- 児童福祉司一貫田逸子 - 虐待されていた親友を救えなかった過去を持つ主人公が、児童福祉司として活躍する漫画作品
- ちいさいひと 青葉児童相談所物語 - 子供の頃に虐待を受けた主人公が、児童福祉司として活躍する漫画作品

小説
- 君は永遠にそいつらより若い（津村記久子） - 主人公のホリガイが、18歳の時にテレビの特番で、4歳の時に行方不明になった少年の事件を見て、児童福祉司になってその子を探し出したいと思ったことが動機となり、県職員・児童福祉職に採用され、懸命に勤務する場面が描かれている。
- 監獄に生きる君たちへ  (松村涼哉) - 児童福祉司の茜に救われた過去がある6人の高校生たちが廃屋に閉じ込められ、茜を殺した犯人を暴くミステリー小説

映画
- 189 (2021年の映画)